# Rechtsanwaltskammer Mecklenburg-Vorpommern
Die Rechtsanwaltskammer Mecklenburg-Vorpommern (RAK) ist eine von 28 Rechtsanwaltskammern in Deutschland. Sie ist eine Körperschaft des öffentlichen Rechts, konstituierte sich am 1. Dezember 1990 und hat ihren Sitz in der Arsenalstraße in Schwerin. Sie ist zuständig für die Anwälte im Bezirk des Oberlandesgerichtes Rostock und somit das gesamte Gebiet des Bundeslandes Mecklenburg-Vorpommern. Der Selbstverwaltungsorganisation gehören etwa 1600 Mitglieder an.
Der Mitgliederservice der Rechtsanwaltskammer umfasst u. a.
- Zulassung zur Rechtsanwaltschaft und Kammerwechsel
- Verleihung von Fachanwaltsbezeichnungen
- Vermittlung/Schlichtung